# نيكولاس دي وولف
نيكولاس دي وولف (بالإنجليزية: Nicholas de Wolff)‏ هو شخصية أعمال أمريكي، ولد في 6 مايو 1970 في جنيف في سويسرا.

## وصلات خارجية
- نيكولاس دي وولف على موقع IMDb (الإنجليزية)